# Ctenolimnophila brevitarsis
Ctenolimnophila brevitarsis är en tvåvingeart som först beskrevs av Alexander 1926.  Ctenolimnophila brevitarsis ingår i släktet Ctenolimnophila och familjen småharkrankar. Inga underarter finns listade i Catalogue of Life.